# Дракулич Рієка
44°47′ пн. ш. 15°38′ сх. д. / 44.79° пн. ш. 15.64° сх. д.
Дракулич Рієка (хорв. Drakulić Rijeka) — населений пункт у Хорватії, у Лицько-Сенській жупанії, у складі громади Плитвицька Єзера.

## Населення
Населення за даними перепису 2011 року становило 9 осіб.
Динаміка чисельності населення поселення:

## Клімат
Середня річна температура становить 7,22 °C, середня максимальна – 21,00 °C, а середня мінімальна – -8,08 °C. Середня річна кількість опадів – 1380 мм.
| Клімат поселення                              | Клімат поселення | Клімат поселення | Клімат поселення | Клімат поселення | Клімат поселення | Клімат поселення | Клімат поселення | Клімат поселення | Клімат поселення | Клімат поселення | Клімат поселення | Клімат поселення | Клімат поселення |
| Показник                                      | Січ.             | Лют.             | Бер.             | Квіт.            | Трав.            | Черв.            | Лип.             | Серп.            | Вер.             | Жовт.            | Лист.            | Груд.            |                  |
| Середній максимум, °C                         | 4,89             | 5,50             | 8,61             | 12,62            | 17,57            | 20,90            | 21,00            | 20,50            | 16,73            | 12,38            | 7,17             | 3,12             |                  |
| Середня температура, °C                       | −1,58            | −0,98            | 2,12             | 6,14             | 11,08            | 14,42            | 16,75            | 16,26            | 12,47            | 8,13             | 2,95             | −1,12            |                  |
| Середній мінімум, °C                          | −8,08            | −7,46            | −4,36            | −0,34            | 4,61             | 7,92             | 12,51            | 12,00            | 8,23             | 3,88             | −1,31            | −5,38            |                  |
| Норма опадів, мм                              | 96               | 100              | 104              | 118              | 105              | 107              | 80               | 94               | 129              | 145              | 167              | 135              |                  |
| Середньомісячна швидкість вітру, м/с          | 2.17             | 2.28             | 2.51             | 2.43             | 2.27             | 2.01             | 1.97             | 1.87             | 1.96             | 2.12             | 2.30             | 2.38             |                  |
| Середньомісячна сонячна радіація, кДж/м²·день | 4588             | 7296             | 10708            | 15119            | 19139            | 21129            | 22666            | 19570            | 14535            | 9440             | 5061             | 3870             |                  |
| --------------------------------------------- | ---------------- | ---------------- | ---------------- | ---------------- | ---------------- | ---------------- | ---------------- | ---------------- | ---------------- | ---------------- | ---------------- | ---------------- | ---------------- |
| Джерело:                                      |                  |                  |                  |                  |                  |                  |                  |                  |                  |                  |                  |                  |                  |